# Xavier Neira
Xavier Neira Menéndez (Guayaquil, 25 de julio de 1947) es un economista y político ecuatoriano.

## Biografía
Nació el 25 de julio de 1947 en Guayaquil, provincia de Guayas. Realizó sus estudios secundarios en los colegios San Gabriel de Quito y Javier de Guayaquil, y sus estudios superiores en la Universidad Católica de Santiago de Guayaquil, donde obtuvo el título de economista.
Inició su vida pública en 1973 como director regional del ministerio de industrias.
Fue nombrado ministro de industrias y comercio en 1984 por el presidente León Febres-Cordero Rivadeneyra. A comienzos de 1987 renunció al cargo en medio de denuncias por supuesto peculado en un contrato con la empresa Ecuahospital. Neira escapó meses después rumbo a Miami para evitar la orden de prisión preventiva en su contra. En 1990 fue sobreseído por el presidente de la Corte Suprema de Justicia.
En 1993 se afilió al Partido Social Cristiano y en las elecciones legislativas del año siguiente fue elegido diputado nacional en representación de la provincia de Guayas.
Para las elecciones legislativas de 1998 fue elegido para un nuevo periodo como diputado. Durante su periodo en el Congreso presentó 43 proyectos de ley.
A mediados de 2000 fue designado como candidato para la presidencia del Congreso por el Partido Social Cristiano, al que correspondía el cargo por ser la segunda fuerza política en el legislativo. Sin embargo, el rechazo a la figura de Neira provocó una alianza de partidos de centro-izquierda que eligió a la diputada Susana González Muñoz como presidenta del Congreso. El hecho provocó enfrentamientos entre los dos grupos de diputados, que continuaron hasta la renuncia de González, semanas después de su nombramiento.
En las elecciones generales de 2002 se presentó como candidato a la presidencia de la república por el Partido Social Cristiano, pero obtuvo el quinto lugar.
En noviembre de 2006 se anunció el retiro de la visa estadounidense de Neira por su posible implicación en casos de corrupción. Un cable diplomático filtrado por Wikileaks en 2011 señaló que el retiro del visado se debía a supuestos sobornos y manipulación judicial por parte de Neira en un caso judicial contra la farmacéutica Pfizer.